# 吉娜·梅拉格諾
吉娜·梅拉格諾，是美国政治家，缅因州众议院第62选区議員。在2014年11月獲選為議員，2014年12月3日設立議員办事处。

## 早年和教育
梅拉格諾在缅因州奥本长大，在愛德華·利特爾高中畢業，後來在南缅因州大学取得博雅教育副学士学位。

## 职业生涯
除政治以外，梅拉格諾曾任職客户服务主任和医疗保健行业。 2014年11月獲選為缅因州众议院議員。